# Goldie (музыкант)
Кли́ффорд Джо́зеф Прайс, MBE (англ. Clifford Joseph Price), более известный как Goldie [Го́лди] (19 сентября 1965, Вульвергемптон, Великобритания) — британский музыкант, продюсер, диджей и актёр, владелец музыкального лейбла Metalheadz.
Первоначально получивший известность благодаря своей работе художника граффити, Goldie стал хорошо известен благодаря своей новаторской роли музыканта в британском джангле, драм-н-бэйсе и брейкбит-хардкоре 1990-х.
Он выпустил множество синглов под псевдонимом Rufige Kru и стал соучредителем лейбла Metalheadz. Позже он выпустил несколько альбомов под своим собственным именем, включая альбом 1995 года "Timeless", который занял в британских чартах 7 место.
Среди актерских работ Goldie - фильм 1999 года о Джеймсе Бонде "И целого мира мало", "Большой куш" (2000).

## Дискография

### EP
- Ring Of Saturn (1998, FFRR)

### Альбомы
- 1995 — Timeless (Metalheadz, FFRR)
- 1997 — Sampler (FFRR SAC1316)
- 1997 — Open Ended Interview CD (FFRR GINT 1)
- 1997 — Saturnz Return (FFRR)
- 1998 — Ring Of Saturn (FFRR)
- 2007 — Goldie Presents Rufige Kru — Malice In Wonderland (Metalheadz)
- 2008 — Sine Tempus. The Soundtrack (Metalheadz)
- 2013 — RA.EX138 Goldie (Resident Advisor RA.EX138)
- 2017 — The Journey Man (Metalheadz)

### Диджей-миксы
- INCredible Sound Of Drum’n’Bass (1999, INCredible)
- Goldie.co.uk (2001, Trust The DJ)
- MDZ.03 — No Smoke Without Fire (2003, Metalheadz)
- MDZ.04 (2004, Metalheadz)
- MDZ.05 (2005, Metalheadz)
- Drum & Bass Arena — The Classics (2006, Ministry Of Sound)
- Watch The Ride (2008, Harmless)

и другие

## Фильмография
- Понты (англ. Everybody Loves Sunshine; 1999, кинофильм)
- И целого мира мало (англ. The World Is Not Enough; 1999, кинофильм) — Бык, охранник Валентина Жуковского
- Большой куш (англ. Snatch; 2000, кинофильм) — Плохиш
- The Price Of Air (2000, кинофильм)
- EastEnders (2001-2002, телесериал)
- The Case (2002, кинофильм)